# Flughafen Tabarka-Aïn Draham

i8
i11
i13
Der Internationale Flughafen Tabarka-Aïn Draham (französisch Aéroport international de Tabarka–Aïn Draham arabisch مطار طبرقة-عين دراهم الدولي, IATA-Code: TBJ, ICAO-Code: DTKA) ist ein Flughafen im Nordwesten Tunesiens. Er wurde auf Antrag des ehemaligen Präsidenten Ben Ali 1992 errichtet, der in dieser Gegend oft seinen Urlaub verbrachte. Der Flughafen liegt 10 km von der tunesischen Küstenstadt Tabarka entfernt. Vor der Tunesischen Revolution war der Flughafen bis Anfang 2011 nach dem Datum der Machtübernahme Zine el-Abidine Ben Alis benannt und hieß Flughafen Tabarka „7. November“.
Die jährliche Passagierzahl beträgt etwa 60.000.
Der Flughafen wurde bis zum Jahr 2004 von München, Stuttgart und Frankfurt am Main aus je einmal pro Woche von Tunis Air am Donnerstag angeflogen.

## Flugplatzmerkmale
Der Tower (TWR) sendet und empfängt auf der Frequenz: 119,25 MHz.
Der Flughafen verfügt über verschiedene Navigationshilfen.
Das ungerichtete Funkfeuer (NDB) sendet auf der Frequenz: 350.5 kHz mit der Kennung: TK.
Das Drehfunkfeuer (VOR) sendet auf Frequenz: 113,3 MHz mit der Kennung: TBK.
Ein Distance Measuring Equipment (DME) ist vorhanden.
Die Ortsmissweisung beträgt 1° Ost. (Stand: 2006)

## Zwischenfälle
Laut ASN sind keine Unfälle in der Nähe des Flughafens bekannt.